# Coronotruncana
Coronotruncana es un género de foraminífero planctónico de la subfamilia Globotruncaninae, de la familia Globotruncanidae, de la superfamilia Globotruncanoidea, del suborden Globigerinina y del orden Globigerinida. Su especie tipo es Coronotruncana coronata. Su rango cronoestratigráfico abarca desde el Turoniense superior hasta el Coniaciense inferior (Cretácico superior).

## Descripción
Coronotruncana incluía especies con conchas trocoespiraladas, de forma planoconvexa a biconvexa; sus cámaras eran inicialmente subglobulares y finalmente romboidales comprimidas, y seleniformes, trapezoidales o irregulares en el lado espiral y sigmoidales biseladas en el lado umbilical; sus suturas intercamerales eran curvas (o meandriformes), elevadas y nodulosas en el lado espiral, y sigmoidales y elevadas en el lado umbilical (carenas circumcamerales en ambos lados); su contorno ecuatorial era lobulado o redondeado; su periferia era truncada y bicarenada, con las dos carenas separadas por una banda imperforada; su ombligo era muy amplio, ocupando a veces la mitad del diámetro de la concha; su abertura principal era interiomarginal, umbilical-extraumbilical, protegida por un pórtico que forma una tegilla por coalescencia de los pórticos de las cámaras precedentes, y que cubría la mayor parte del ombligo; la tegilla estaba provista de aberturas accesorias infralaminales y ocasionalmente intralaminales; presentaban pared calcítica hialina, macroperforada con poros cilíndricos, con la superficie lisa o punteada.

## Discusión
El género Coronotruncana no ha tenido mucha difusión entre los especialistas. La mayor parte de sus especies son incluidas en el género Marginotruncana, del que se diferencia fundamentalmente por su mayor número de cámaras en la última vuelta, y la forma de sus cámaras y suturas. Clasificaciones posteriores incluirían Coronotruncana en la familia Rugoglobigerinidae y en la superfamilia Globigerinoidea.

## Clasificación
Coronotruncana incluye a las siguientes especies:
- Coronotruncana coronata †
- Coronotruncana galinai †
- Coronotruncana rotata †